# Adrian Ungur
Adrian Ungur, né le 22 janvier 1985 à Pitești, est un joueur de tennis roumain, professionnel de 2003 à 2018.
Son meilleur classement en simple est 79e mondial, obtenu le 11 juin 2012.
Il a fait partie de l'équipe de Roumanie de Coupe Davis où il a joué souvent le simple.

## Carrière
En 2011, Adrian Ungur remporte les tournois Challenger de San Benedetto au mois de juillet et de Manerbio en août. Il s'incline en finale du tournoi de Palerme face à Carlos Berlocq au mois d'octobre.
En 2012, il parvient en finale de trois tournois Challenger, à Bucaramanga et à Meknès au mois de février et à Marrakech en mars, avant de s'imposer en août au tournoi de Sibiu.
À Roland-Garros, il réussit à s'imposer en 4 sets face à David Nalbandian au premier tour. Au second tour, il doit s'incliner face à Roger Federer en 4 sets.
En 2013, il s'impose au tournoi Challenger de Tunis en avril puis d'Arad en juin et atteint la finale à Trnava en septembre.
En 2014, il s'impose au tournoi Challenger de Saint-Marin en août.
Adrian Ungur joue pour l'équipe de Roumanie de Coupe Davis depuis 2010. Il a notamment participé au premier tour du groupe mondial face à l'Argentine en 2011 où il joue deux matchs en simple, le premier qu'il perd face à David Nalbandian et le second sans enjeu qu'il remporte face à Juan Mónaco.

## Palmarès

### Titre en double messieurs
| No | Date       | Nom et lieu du tournoi             | Catégorie | Dotation  | Surface      | Partenaire   | Finalistes                  | Score             |          |
| -- | ---------- | ---------------------------------- | --------- | --------- | ------------ | ------------ | --------------------------- | ----------------- | -------- |
| 1  | 20-04-2015 | BRD Nastase Tiriac Trophy Bucarest | ATP 250   | 439 405 € | Terre (ext.) | Marius Copil | Nicholas Monroe Artem Sitak | 3-6, 7-5, [17-15] | Parcours |

## Parcours dans les tournois duGrand Chelem

### En simple
| Année | Open d'Australie | Open d'Australie | Internationaux de France | Internationaux de France | Wimbledon       | Wimbledon    | US Open         | US Open       |
| ----- | ---------------- | ---------------- | ------------------------ | ------------------------ | --------------- | ------------ | --------------- | ------------- |
| 2012  | —                | —                | 2e tour (1/32)           | Roger Federer            | 1er tour (1/64) | Lukáš Lacko  | 1er tour (1/64) | Daniel Brands |
| 2013  | 1er tour (1/64)  | Evgeny Donskoy   | —                        | —                        | 1er tour (1/64) | Benoît Paire | 1er tour (1/64) | Gaël Monfils  |
| 2014  | —                | —                | —                        | —                        | —               | —            | —               | —             |
| 2015  | —                | —                | —                        | —                        | —               | —            | —               | —             |
| 2016  | —                | —                | 1er tour (1/64)          | Igor Sijsling            | —               | —            | —               | —             |

N.B. : à droite du résultat se trouve le nom de l'ultime adversaire.

### En double
N'a jamais participé à un tableau final.

## Parcours dans lesMasters 1000
| Année | Indian Wells | Miami | Monte-Carlo | Madrid               | Rome | Canada | Cincinnati | Shanghai | Paris |
| ----- | ------------ | ----- | ----------- | -------------------- | ---- | ------ | ---------- | -------- | ----- |
| 2012  | —            | —     | —           | 1er tour Juan Mónaco | —    | —      | —          | —        | —     |

N.B. : sous le résultat se trouve le nom de l’ultime adversaire.